# صادق حمزة الفاعور
صادق حمزة الفاعور (1894-1926) أحد قادة حركة المقاومة ضد الاحتلال الفرنسي لبلاد الشام بعد الحرب العالمية الأولى.
برز اسمه مع المناضل أدهم خنجر وقد حضر مؤتمر وادي الحجير الذي دعى إليه عبدالحسين شرف الدين.
توفي عام 1926.